# Чортківська публічна бібліотека
Чортківська публічна бібліотека — публічна бібліотека у м. Чорткові Тернопільської области.

## Відомості
Створена в червні 1945 року. Тоді вона налічувала 700 примірників книг — дарунок від бібліотек Одещини та книжки придбані у книготорзі. Два працівники обслуговували 300 читачів.
У 1949—1964 роках бібліотека функціонувала у с. Ягільниця, яке на той час було районним центром. У 1964 році повернулася до Чорткова та ще декілька разів змінювала своє місцерозташування. Від січня 1979 року розширила свої повноваження — стала районним методичним центром для 66 сільських бібліотек-філій, а від липня 1986 року і донині функціонує у будинку по вулиці Зеленій, 1.
До 21 січня 2021 підпорядковувалася Чортківській районні раді. Від 21 січня 2021 року у підпорядкуванні Чортківської міської ради.
26 лютого 2021 року Чортківська міська централізована бібліотечна система перейменована в Чортківську публічну бібліотеку.
Завдяки перемозі в конкурсі проєктів «Інтернет для читачів публічних бібліотек LEAP — III», у книгозбірні працює Інтернет-центр з покращеним інформаційним забезпеченням користувачів.
Отримавши також перемогу у конкурсі проєктів «Організація нових бібліотечних послуг з використанням вільного доступу до Інтернет ІІ» в рамках програми «Бібліоміст», бібліотека поповнилась новими ПК з програмним забезпеченням, вебкамерами та методичними матеріалами. Спектр інформаційних послуг розширився.

## Структура
До структури бібліотеки входять такі відділи:
- методично-бібліографічний відділ;
- відділ комплектування та обробки літератури;
- відділ обслуговування користувачів;
- абонемент;
- читальний зал;
- Інтернет-центр (із безкоштовним доступом до всесвітньої мережі Інтернет).

Станом на 2010 рік бібліотеці підпорядковувалися:
- Чортківська центральна районна бібліотека для дітей
- Чортківська міська бібліотека-філіал для дорослих
- Чортківська міська бібліотека-філіал для дітей
- Міська бібліотека-філіал Синяково
- Бібліотека-філіал с. Антонів
- Бібліотека-філіал с. Базар
- Бібліотека-філіал с. Бичківці
- Бібліотека-філіал с. Біла № 1
- Бібліотека-філіал с. Біла № 2
- Бібліотека-філіал с. Білий Потік
- Бібліотека-філіал с. Білобожниця
- Бібліотека-філіал с. Босири
- Бібліотека-філіал с. Васильків
- Бібліотека-філіал с. Великі Чорнокінці
- Бібліотека-філіал с. Воля Чорнокінецька
- Бібліотека-філіал с. Горішня Вигнанка
- Бібліотека-філіал с. Давидківці
- Бібліотека-філіал с. Джурин
- Бібліотека-філіал с. Долина
- Бібліотека-філіал с. Заболотівка
- Бібліотека-філіал с. Залісся
- Бібліотека-філіал с. Звиняч
- Бібліотека-філіал с. Зелена
- Бібліотека-філіал с. Калинівщина
- Бібліотека-філіал с. Капустинці
- Бібліотека-філіал с. Колиндяни
- Бібліотека-філіал с. Косів
- Бібліотека-філіал с. Коцюбинчики
- Бібліотека-філіал с. Кривеньке
- Бібліотека-філіал с. Криволука
- Бібліотека-філіал с. Малі Чорнокінці
- Бібліотека-філіал с. Милівці
- Бібліотека-філіал с. Мухавка
- Бібліотека-філіал с. Нагірянка
- Бібліотека-філіал с. Палашівка
- Бібліотека-філіал с. Пастуше
- Бібліотека-філіал с. Переходи
- Бібліотека-філіал с. Полівці
- Бібліотека-філіал с. Пробіжна
- Бібліотека-філіал с. Ридодуби
- Бібліотека-філіал с. Ромашівка
- Бібліотека-філіал с. Росохач
- Бібліотека-філіал с. Салівка
- Бібліотека-філіал с. Свидова
- Бібліотека-філіал с. Скомороше
- Бібліотека-філіал с. Скородинці
- Бібліотека-філіал с. Слобідка Джуринська
- Бібліотека-філіал с. Сокиринці
- Бібліотека-філіал с. Сосулівка
- Бібліотека-філіал с. Стара Ягільниця
- Бібліотека-філіал с. Тарнавка
- Бібліотека-філіал с. Товстеньке
- Бібліотека-філіал с. Угринь
- Бібліотека-філіал с. Улашківці
- Бібліотека-філіал с. Хом’яківка
- Бібліотека-філіал с. Швайківці
- Бібліотека-філіал с. Шманьківці
- Бібліотека-філіал с. Шманьківчики
- Бібліотека-філіал с. Шульганівка
- Бібліотека-філіал с. Ягільниця

## Фонди
Фонд бібліотеки нараховує понад 31 тисяча примірників творів друку українською та іноземними мовами, 38 назв центральних та місцевих періодичних видань. Широко представлені довідкові видання. Близько 50 примірників видань з діаспори, подарованих меценатами.

## Творчі програми
Бібліотека функціонує як молодіжний центр та центр правового просвітництва.
Клуби
- екологічний клуб-лекторій «Ковчег»;
- правознавчий клуб «Феміда»;
- літературно-мистецька вітальня «Елегія»;
- літературна студія «Сонячне гроно»;
- інформаційно-консультативний центр «Правовий компас».

## Керівники
Завідувачі
- Мартинюк Богуслава;
- Колівошко Оксана Володимирівна (до 2021)
- Брунда Ірина Михайлівна (від 2021)[3].